# Ґу Яньу
Ґу́ Яньу́ (спрощ.: 顾炎武; кит. трад.: 顧炎武; піньїнь: Gù Yánwǔ; 15 липня 1613 — 15 лютого 1682) — китайський філософ-неоконфуціанець, вчений-енциклопедист (філолог, історик, географ, економіст, астроном), що поклав початок емпірико-критичному напрямку Пу-Сюе (вчення про природність, конкретне вчення).

## Життєпис
Походив зі знатної родини. Син Ґу Тоньиня, аристократа з м. Куньшань (провінція Цзянсу), та леді Хе. При народжені отримав ім'я Ґу Янь. У 1627 році поступив до школи у м. Куньшань, де здобув початкову освіту. Згодом зайнявся низку посад у провінційних урядах.
Після вторгнення армії Доргоня до Китаю активно боровся з маньчжурськими завойовниками і після їхньої перемоги на півночу країни у 1644 році на знак протесту прийняв псевдонім Яньу — «Полум'яний воїн». У 1645 році став одним з очільником адміністрації південна Мін у Нанкіні.
Відмовлявся від кар'єри при маньчжурському володарювання. За це у 1655 році його було запроторено до в'язниці. Проте незабаром, завдяки друзяв, Ґу Яньу було звільнено. 1668 році знову заарештовано, але через деякий час вдалося звільнитися. після цього відійшов від політики, займаючись філософією та наукою. 15 лютого 1682 року, повертаючись додому, невдало впав з коня та невдовзі помер.

## Діяльність

### Філософія
Ґу Яньу намагався дати пояснення причинам падіння династії Мін. Він пояснював це порочністю панувала ідеології неоконфуціанства, в особливості суб'єктивістського вчення Ван Янміна, яке кваліфікувалося ним як закамуфльований під конфуціанство чань-буддизм. На противагу цьому Ґу Яньу виступав за вивчення і відновлення «справжнього» конфуціанства в найдавнішому ортодоксальному тлумаченні, виробленому в епоху Хань. Тому започаткований Ґу Яньу ідейний напрям став називатися також «ханьским вченням» (Хань-Сюе).
Для його виникнення основне значення мало впровадження Ґу Яньу нових, більш високих стандартів точності і корисності знань. Необхідність емпірічної обґрунтованості і практичної застосовності знання в загальному онтологіченому плані Ґу Яньу виводив з того, що «для дао немає місця поза знарядь», тобто поза конкретних явищ дійсності. «Шлях-вчення (дао) досконаломудрих» він визначав двома формулами Конфуція: «розширення пізнань в культурі (вень)» і «збереження почуття сорому у своїх вчинках», об'єднуючи гносеологію з етикою.

### Держава й право
На противагу Хуан Цзунсі в дилемі «закони або люди» Ґу Яньу визначальним вважав людський фактор. Він вважав, що велика кількість юридичних норм затуляє мораль. «Виправленя людських сердець і поліпшення звичаїв» можна досягти за допомогою вільного вираження громадської думки — «щиросердих обговорень» (цин і). Ґу Яньу вважав, що у період з VIII ст. до н. е. до XVII в. найкращим стан справ був за епохи Східної Хань, особливо в період правління її засновника Ґуань-ді.
Замість традиційної концепції політичної влади, що співвідносило імператора та підданих, як «тіло і члени», Ґу Яньу запропонував доктрину залежності влади як цілого від її частин: чиновники розділяють владу з Сином Неба, тобто імператором, приватні інтереси повинні не викорінюватися, а використовуватися для загального добробуту. Основою всієї соціально-політичне життєвої структури він вважав міжособистісні, насамперед родинні відносини.
Наблизився до розрізнення суспільства і держави. Загибель держави — зміна династії, загибель Піднебесної — втрата моральних норм до такого ступеня, що «люди готові пожирати одне одного». Ревізуючи формулу конфуціанського канону «да Сюе», вміння зберегти Піднебесну Ґу Яньу вважав гарантом уміння упорядкувати державу.

### Економіка
У соціально-економічній сфері виступав з позицій конфуціанського антімеркантілізма: збагачення людей викликає претензії на владу. Пропонував відмовитися від китайського винахода: паперових — «уявних» — грошей. Ґоловною метою підвищення вартості грошей (із збільшенням їх обігу), зниження коливань ринкових цін і т.ін. Ґу Яньу вважав не економічний добробут, а соціально—політичну стабільність.

### Філологія
Вперше серед інших вчених зкорегував структуру старокитайської мови. Він розбив її рими на 10 груп.